# Proviseux-et-Plesnoy
Proviseux-et-Plesnoy é uma comuna francesa na região administrativa de Altos da França, no departamento de Aisne. Estende-se por uma área de 11,21 km². Em 2010 a comuna tinha 126 habitantes (densidade: 11,2 hab./km²).